# Бастіон-03
«Бастіон-03» — українська реактивна система залпового вогню, що складається з шасі КрАЗ-6322РА і бойової частини 9К57 «Ураган». Виробляється Шепетівським ремонтним заводом. Перебуває у стадії розробки.
Комплекс дозволяє виконувати вогневі задачі на висоті до 3000 метрів над рівнем моря та швидкості вітру біля землі до 20 м/с. Дальність вогню — до 35 кілометрів. Кількість снарядів у залпі однієї бойової машини: 16 штук. Час залпу з однієї бойової машини — 20 с. Маса бойової машини — 22 т, реактивного снаряда — 280 кг. Обслуга бойової машини — 4 людини.

## Історія
Розробка почалась у 2010 році. У 2017 році демонструвалася на «Зброя та безпека 2017».